# 石生站

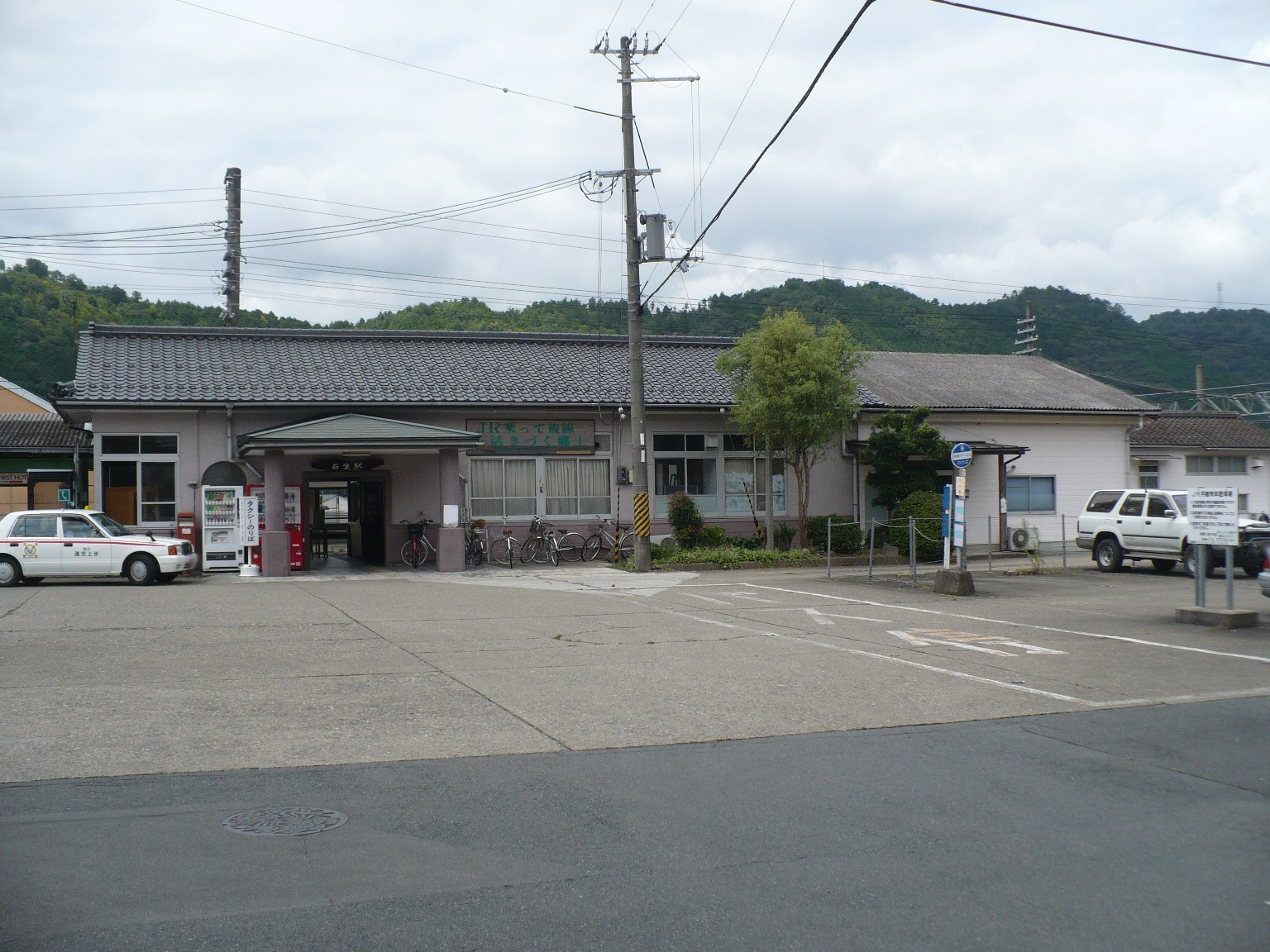
東口(2009年9月)

石生站（日语：／ Isō eki */?）是位於兵庫縣丹波市冰上町石生字豬之尾421番2號，西日本旅客鐵道（JR西日本）的福知山線車站。

## 歷史
- 1899年（明治32年）7月15日 - 阪鶴鐵道 柏原站至福知山南口站（後來為福知站，現已廢止）開通，此站啟用[1]。開始提供旅客和貨運服務。
- 1902年（明治35年）12月16日 - 開始提供公共電報服[2]。
- 1907年（明治40年）8月1日 - 根據鐵道國有法（日语：鉄道国有法），阪鶴鐵道被國有化，成為帝國鐵道廳車站。
- 1909年（明治42年）10月12日 - 制定路線名稱，此站成為阪鶴線車站。
- 1912年（明治45年）3月1日 - 阪鶴線福知山站以南區間改名為福知山線，此站成為福知山線車站。
- 1956年（昭和31年）3月30日 - 跨線橋落成[1]。
- 1980年（昭和55年）9月3日 - 結束貨物起卸業務。
- 1987年（昭和62年）4月1日 - 伴隨國鐵分割民營化，車站由西日本旅客鐵道（JR西日本）營運。
- 1992年（平成4年）4月1日 - 篠山口鐵道部（日语：篠山口鉄道部）成立，並開始管轄此站。
- 1995年（平成7年） - 西出口落成[1]。
- 2009年（平成21年）6月1日 - 隨著篠山口鐵道部廢止，此站回復由福知山分社管轄，由篠山口站管理此站。
- 2011年（平成23年）3月12日 - 特急「北近畿」（現時為「東方白鸛」）不再停此站[3]。
- 2021年(令和3年）春天（預定） - 此站可使用IC卡「ICOCA」。

## 車站構造

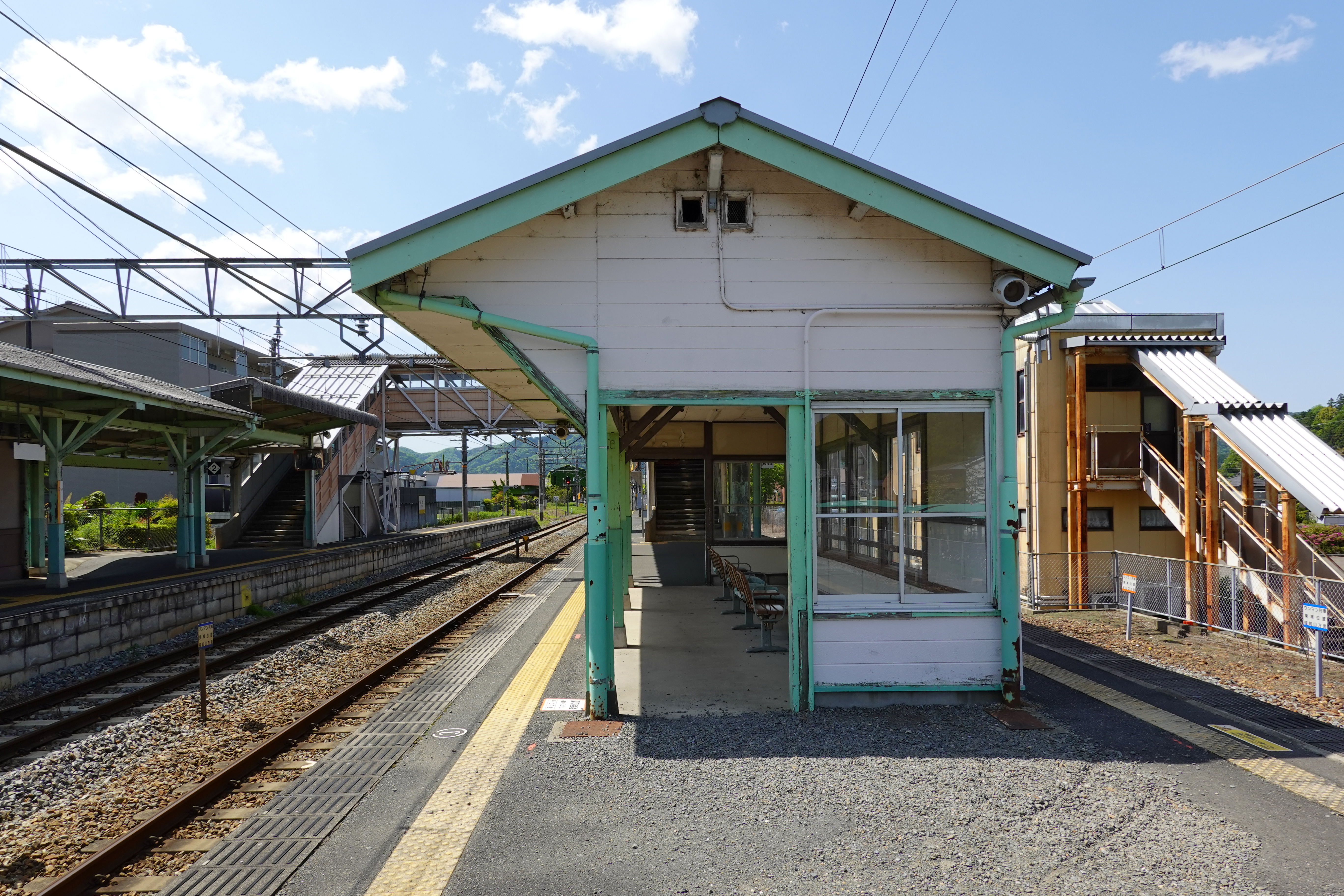
候車室（2023年5月）

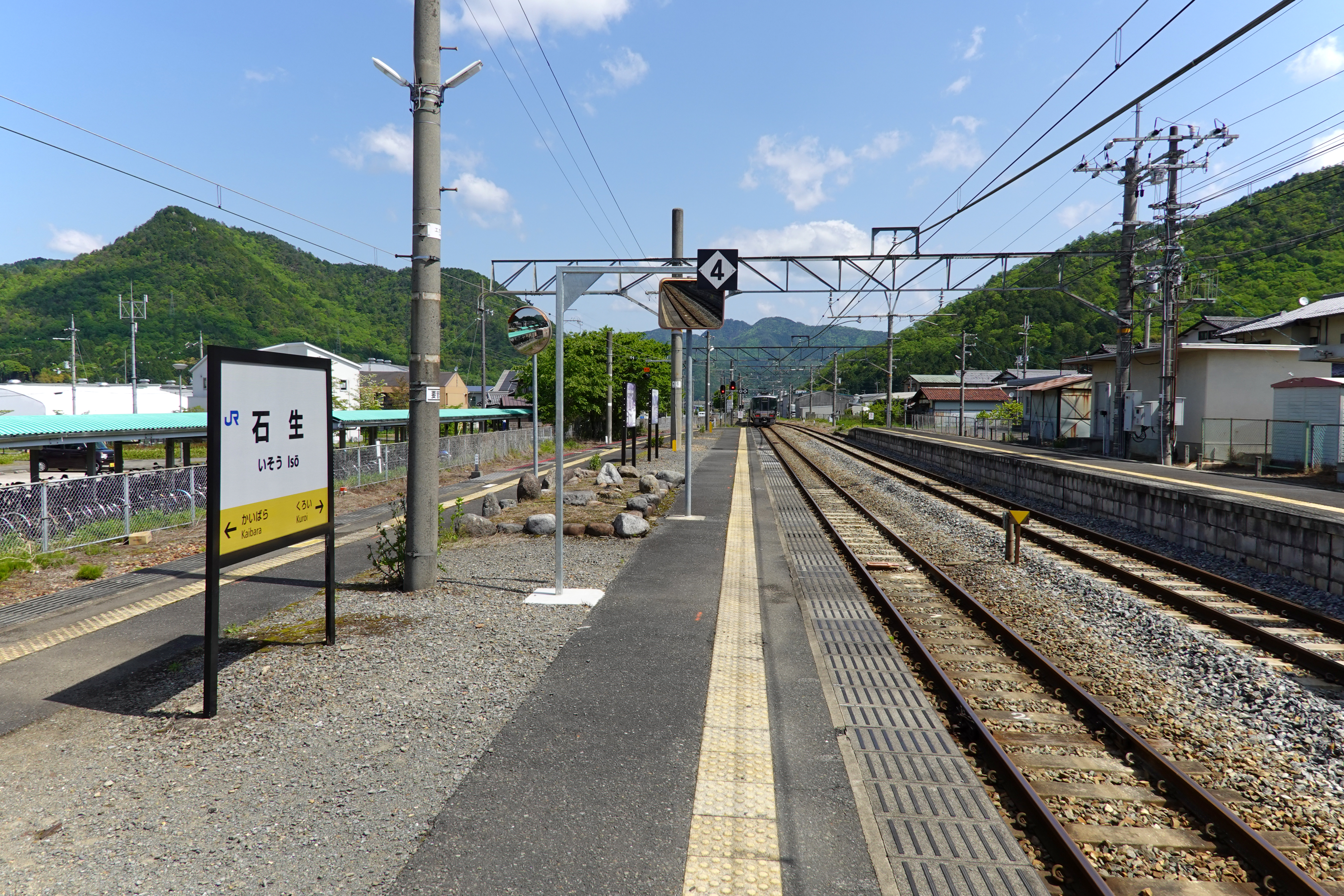
月台（2023年5月）

車站是一座地面車站，設有2面3線的月台，可進行列車交會和待避。車站大樓設於東出口、西出口兩處，月台之間設有跨線橋連接。
此站是由篠山口站管理的簡易委託車站。西出口2樓設有售票櫃臺，在早上至黃昏設有售票業務，車站內設有POS終端。東出口沒有車站職員當值，只設有簡易近距離自動售票機。在2021年春天，此站預計可以使用ICOCA等交通系IC卡。
曾經此站只有東出口車站大樓，主要的車站設施都在該處，包括曾經設有Kiosk。在西出口啟用後，大部分車站設施都遷移至西出口。在西出口1樓設有咖啡店，在售票櫃臺旁設有丹波市觀光詢問處，但是在2016年已經關閉。

### 月台
| 月台 | 路線     | 上下行 | 方向             |
| ---- | -------- | ------ | ---------------- |
| 1    | 福知山線 | 上行   | 篠山口、三田方向 |
| 2、3 | 福知山線 | 下行   | 福知山方向       |

2號月台為上下本線和一線通過結構，所有通過列車都使用2號月台。
所有篠山口、大阪方向的列車均停靠1號月台。福知山方向的列車會停靠2號和3號月台，當設有通過列車通過時，列車會停靠3號月台。另外，3號和2號月台都均可以上下行兩方向出發。
在發生2014年8月暴雨後路線修復期間，列車會在此站折返。

## 班次
在日間，每1小時設有1班普通列車停站。普通列車會以篠山口站為起終點站。在早上和晩上設有來往大阪站的丹波路快速列車。

## 使用狀況
在車站前設有停車場和泊車轉乘設施。但是隨著車站周邊人口減少，以及汽車化影響，使用人次一直減少。
為了促進車站使用人次，2007年度進行社會試驗，當乘客使用近距離特急時，部分特急費用由自治體資助，此站為試點之一（當時，「北近畿」停靠此站）。
根據「兵庫縣統計書」，以下為近年1日平均乘車人次列表。
| 年度   | 1日平均 乘車人次 |
| ------ | ---------------- |
| 1999年 | 399              |
| 2000年 | 387              |
| 2001年 | 401              |
| 2002年 | 377              |
| 2003年 | 380              |
| 2004年 | 370              |
| 2005年 | 366              |
| 2006年 | 383              |
| 2007年 | 385              |
| 2008年 | 426              |
| 2009年 | 427              |
| 2010年 | 429              |
| 2011年 | 399              |
| 2012年 | 387              |
| 2013年 | 387              |
| 2014年 | 355              |
| 2015年 | 344              |
| 2016年 | 355              |

## 車站周邊
石生地區是位於丹波市冰上區域以外，該處設有商業設施和餐廳。國道上設有住宅區。
- Panaracer（日语：パナレーサー）總部
- 石生郵局
- 中兵庫信用金庫（日语：中兵庫信用金庫）石生分店
- 丹波市立東小學
- 丹波警署（日语：丹波警察署）石生駐在所
- 水分公園（日语：水分公園） - 日本最低分水嶺[1]
- 國道175號（日语：国道175号）
- 國道175號（日语：国道176号）

## 巴士路線
在西出口迴旋路上設有「石生站西口」巴士站，停靠的巴士路線包括神姬綠巴士前往青垣、野瀨、柏原、山南方向的巴士路線。

## 相鄰車站
西日本旅客鐵道（JR西日本）
 福知山線
■丹波路快速、■普通
柏原－石生－黑井

## 注腳
1. 1 2 3 4 5 6 7 8 9 10 11 12 13  . 神戸新聞総合出版センター. 2011-12-15: 122. ISBN 9784343006028 （日语）.
2. ↑  官報1902年12月13日号
3. ↑   (PDF) (新闻稿). 福知山分社. 2010-12-17  [2010-12-20]. （原始内容 (PDF)存档于2011-03-12） （日语）.

## 外部連結
- 石生｜車站資訊：JR出門網 - 西日本旅客鐵道（日語）